# Vaccinium craspedotum
Vaccinium craspedotum är en ljungväxtart som beskrevs av Hermann Sleumer. Vaccinium craspedotum ingår i Blåbärssläktet, och familjen ljungväxter. Inga underarter finns listade i Catalogue of Life.